# 駱秀
駱 秀（らく しゅう）は、中国三国時代の呉の武将。本貫は揚州会稽郡烏傷県。

## 事績
父の駱統は呉の濡須督などを務めたが、その子である駱秀は一族の中で非難を受け、評価されることがなかった。これに対し、人物眼のある謝淵は嘆息して言った。
「公緒殿（駱統）の早逝は同盟国（蜀漢）までもが哀しんだことだというのに、その子息は志行に優れ、道理を弁えた人物にもかかわらず、愚昧な者たちから謗りを受けているとのこと。士大夫の方々が裁断を下してくれることが私の望みであり、なお疑いを持たれているのは望まざるところである」
駱秀は後に、正しき人物であることが明らかになり、その行いに瑕疵もなく、ついには名の通った人物となったが、そこには謝淵の力添えがあった。
永安7年（264年）7月、司塩校尉の官にあり、海塩県に駐屯していたが、海賊による襲撃を受けて殺害された。